# مباركة (برزاوند)
مبارکة (بالفارسية: مبارکه) هي قرية تقع في إيران في قسم برزاوند الريفي. يقدر عدد سكانها بـ 50 نسمة بحسب إحصاء 2016.